# Paul Hamblin
Paul Hamblin (geb. vor 1980) ist ein britischer Tontechniker.

## Leben
Hamblin begann seine Karriere Anfang der 1980er Jahre und ist seither zumeist an britischen Fernsehproduktionen wie Fernsehfilmen, Dokumentationen und Fernsehserien beschäftigt. Für sein Wirken im Fernsehgeschäft war er zwischen 1995 und 2013 insgesamt 18-mal für den BAFTA TV Award nominiert; hiervon konnte er den Preis sechsmal gewinnen, unter anderem zweimal für die Kurt-Wallander-Filme mit Kenneth Branagh in der Titelrolle. Für seine Arbeit beim US-amerikanischen Fernsehen war er drei Mal für den Primetime Emmy nominiert; 2009 gewann er den Preis für die Fernsehserie Generation Kill.
Hambin wirkte auch an britischen Filmproduktionen mit, darunter Lebe lieber ungewöhnlich, Stolz und Vorurteil und Abbitte. Für letzteren Film erhielt er 2008 die erste Nominierung für den BAFTA Film Award in der Kategorie Bester Ton. Eine zweite Nominierung erfolgte 2011 für The King’s Speech. Im selben Jahr wurde er auch für den Oscar in der Kategorie Bester Ton nominiert.

## Filmografie (Auswahl)

### Film
- 1995: Wallace & Gromit – Unter Schafen (A Close Shave)
- 1997: Lebe lieber ungewöhnlich (A Life Less Ordinary)
- 2005: Stolz und Vorurteil (Pride & Prejudice)
- 2007: Abbitte (Atonement)
- 2007: Run, Fatboy, Run (Run Fatboy Run)
- 2009: Solomon Kane
- 2009: The Damned United – Der ewige Gegner (The Damned United)
- 2010: The King’s Speech

### Fernsehen
- 2007–2009: Cranford
- 2008–2012: Kommissar Wallander (Wallander)
- 2009–2010: Ashes to Ashes – Zurück in die 80er (Ashes to Ashes)
- 2011: Charles Dickens’ Große Erwartungen (Great Expectations)
- 2011–2012: Inspector Banks (DCI Banks)

## Nominierungen (Auswahl)
- 2008: BAFTA-Film-Award-Nominierung in der Kategorie Bester Ton für Abbitte
- 2011: BAFTA-Film-Award-Nominierung in der Kategorie Bester Ton für The King’s Speech
- 2011: Oscar-Nominierung in der Kategorie Bester Ton für The King’s Speech